# La Famille de la laitière
La Famille de la laitière est un tableau de Louis Le Nain (1593-1648), réalisé dans les années 1640, qui se trouve au musée de l'Ermitage de Saint-Pétersbourg.
Le tableau représente légèrement sur la droite une laitière vêtue de blanc, son pot de cuivre retenu à l'épaule gauche par une lanière. Elle est entourée à sa droite de son fils aîné adolescent et à sa gauche derrière elle, de son mari et de sa petite fille. La famille se tient derrière un âne sellé, peint de profil, qui prend le milieu du tableau, comme pour prouver le destin soumis des différents personnages.
Seul, le mari de la laitière enchapeauté, dont on ne voit que le buste, regarde devant lui, droit en direction du « spectateur » de cette scène. La laitière est prête au départ; au loin un paysage de campagne plate s'étend à l'horizon, vers une ligne de perspective partant sur la gauche. Deux barriques se dressent presque invisibles dans l'ombre au premier plan. Un petit chien enroulé sur lui se trouve au pied de la laitière qui laisse à supposer que la scène de départ dure, comme si le temps s'était arrêté.

## Historique
C'est à partir du début du XXe siècle que les experts différencient l'art pictural de chacun des frères Le Nain, Louis, Antoine et Mathieu, dont les attributions ont pu changer.
Au XVIIIe siècle, La Famille de la laitière était attribuée à Louis Le Nain dans les catalogues; mais au XIXe siècle on n'y voyait plus qu'une « collaboration » des frères Le Nain. Clément de Ris est le premier en 1880 à relever des traits communs entre cette œuvre et La Charrette qui se trouve au Louvre, signée de Louis Le Nain et datée de 1641. De même en 1910, R. Witt attribue La Famille de la laitière à Louis Le Nain et en 1926 l'historien d'art S. Ernst.
Plus tard plusieurs historiens - dont V. Bloch, Paul Jamot et l'historien soviétique V. Lazarev considèrent que La Famille de la Laitière est postérieur à la seconde moitié des années 1640.
Ce tableau a été exposé en 1955 à Moscou à l'exposition d'art français du XVe siècle au XXe siècle et à Léningrad en 1956 à l'exposition d'art français du XIIe siècle au XXe siècle.